# The Last Ninja
The Last Ninja es un videojuego programado originalmente para Commodore 64 por System 3.
Su segunda parte (Last Ninja 2) fue un verdadero éxito y la auténtica
referencia de la saga cuando se nombra a este juego.
Se trata de una videoaventura de artes marciales donde la lucha y el
manejo de objetos se reparten a partes iguales.
Técnicamente el juego utiliza una perspectiva 3D isométrica. La animación
de los personajes es genial y su banda sonora, sensacional (en la versión Commodore). El juego consta de seis fases.
Programado en un inicio para Commodore 64, Spectrum y Amstrad estas dos últimas
versiones tenían el inconveniente del escaso número de colores y el empobrecimiento sonoro. Tiempo después
fue portado a máquinas de 16 bits (PC y Amiga) con mayor riqueza cromática.